# Borotová
Borotová je přírodní památka v katastrálním území města Stará Turá v okrese Nové Mesto nad Váhom v Trenčínském kraji na Slovensku. Území bylo vyhlášeno v roce 1988 a jeho rozloha je 1,48 hektaru. Předmětem ochrany je prameništní slatiniště s bohatou populací prstnatce májového (Dactylorhiza majalis).